# Okres Český Krumlov
 Okres Český Krumlov (deutsch Bezirk Krumau) liegt im südlichsten Teil Tschechiens im Jihočeský kraj (Südböhmen). Die Fläche beträgt 1.615 km². In den 47 Gemeinden mit 221 Ortsteilen und 302 Grundsiedlungseinheiten leben  61.000 Einwohner (Stand 2015). Die Bevölkerungsdichte von rund 38 Einwohnern/km² ist dabei die niedrigste in Tschechien. Mehr als die Hälfte der Bevölkerung lebt in den sechs Städten des Bezirks. Die meisten Gemeinden liegen in einer Höhe von rund 700 Meter ü. M.
Zu den wichtigsten Wirtschaftszweigen gehört die Papierverarbeitung und -herstellung, Maschinenbau und Bauindustrie. Gefördert wird Graphit und Granulit sowie Torf. In der Landwirtschaft wird Getreide und Viehfutter angebaut sowie Rinderzucht betrieben. Eine bedeutende Rolle spielt auch die Waldwirtschaft. Die Arbeitslosigkeit beträgt 8,7 %.
Im Zuge der Verkleinerung der Truppenübungsplätze entstand 2016 die Gemeinde Polná na Šumavě (Stein im Böhmerwald).

## Sehenswürdigkeiten
- Stadt Český Krumlov, UNESCO-Welterbe
- Kloster Zlatá Koruna (ehem. Zisterzienserabtei Goldenkron)
- Kloster Vyšší Brod (Zisterzienserkloster Hohenfurth)
- Burg Rožmberk (Burg Rosenberg)
- Gotische Kirche in Dolní Dvořiště (Unterheid), Wallfahrtskirche in Kájov (Gojau), Kirchen in Malonty (Meinetschlag) und Rychnov nad Malší (Reichenau an der Maltsch)
- Burg Dívčí Kámen (Burgruine Maidstein)
- das höchstgelegene Observatorium Böhmens auf dem Kleť (Schöninger) in 1070 m ü. M.

Der Bezirk hat viele Naturdenkmäler, die meisten befinden sich im Böhmerwald und in Gratzener Bergland. Der höchste Punkt liegt bei 1332 Metern (Hochficht), der tiefste Punkt am Fluss Moldau bei Vrábče (Prabsch, 420 Meter). Der bedeutendste Fluss ist die Moldau mit dem Stausee Lipno, der höchstgelegenen Talsperre Tschechiens (726 Meter ü. M.). Ein weiterer wichtiger Fluss und Trinkwasserquelle ist die Malše (Maltsch) mit der Talsperre Soběnov. In den vielen Naturparks findet man zahlreiche seltene Pflanzen sowie bis zu 400 Jahre alte und 50 Meter hohe Bäume.

## Städte und Gemeinden
| - Benešov nad Černou (Deutsch Beneschau) - Besednice (Bessenitz) - Bohdalovice (Podesdorf) - Boletice (Polletitz; TÜP) - Brloh (Berlau) - Bujanov (Angern) - Černá v Pošumaví (Schwarzbach) - Český Krumlov (Krumau) - Dolní Dvořiště (Unterhaid) - Dolní Třebonín (Unterbreitenstein) | - Frymburk (Friedberg) - Holubov (Hollubau) - Horní Dvořiště (Oberhaid) - Horní Planá (Oberplan) - Hořice na Šumavě (Höritz) - Chlumec (Chunzen) - Chvalšiny (Kalsching) - Kájov (Gojau) - Kaplice (Kaplitz) - Křemže (Krems) | - Lipno nad Vltavou (Lippen) - Loučovice (Kienberg) - Malonty (Meinetschlag) - Malšín (Malsching) - Mirkovice (Mirkowitz) - Mojné (Moyne) - Netřebice (Netrobitz) - Nová Ves (Neudorf bei Berlau) - Omlenice (Groß Umlowitz) - Pohorská Ves (Theresiendorf) | - Polná na Šumavě (Stein im Böhmerwald) - Přední Výtoň (Vorder Heuraffl) - Přídolí (Priethal) - Přísečná (Prisnitz) - Rožmberk nad Vltavou (Rosenberg) - Rožmitál na Šumavě (Rosenthal) - Soběnov (Oemau) - Srnín (Sirnin) - Střítež (Tritesch) - Světlík (Kirchschlag) | - Velešín (Weleschin) - Větřní (Wettern) - Věžovatá Pláně (Thurmplandles) - Vyšší Brod (Hohenfurth) - Zlatá Koruna (Goldenkron) - Zubčice (Subschitz) - Zvíkov (Zwickau) |